# Mehmed-Paša-Sokolović-Brücke

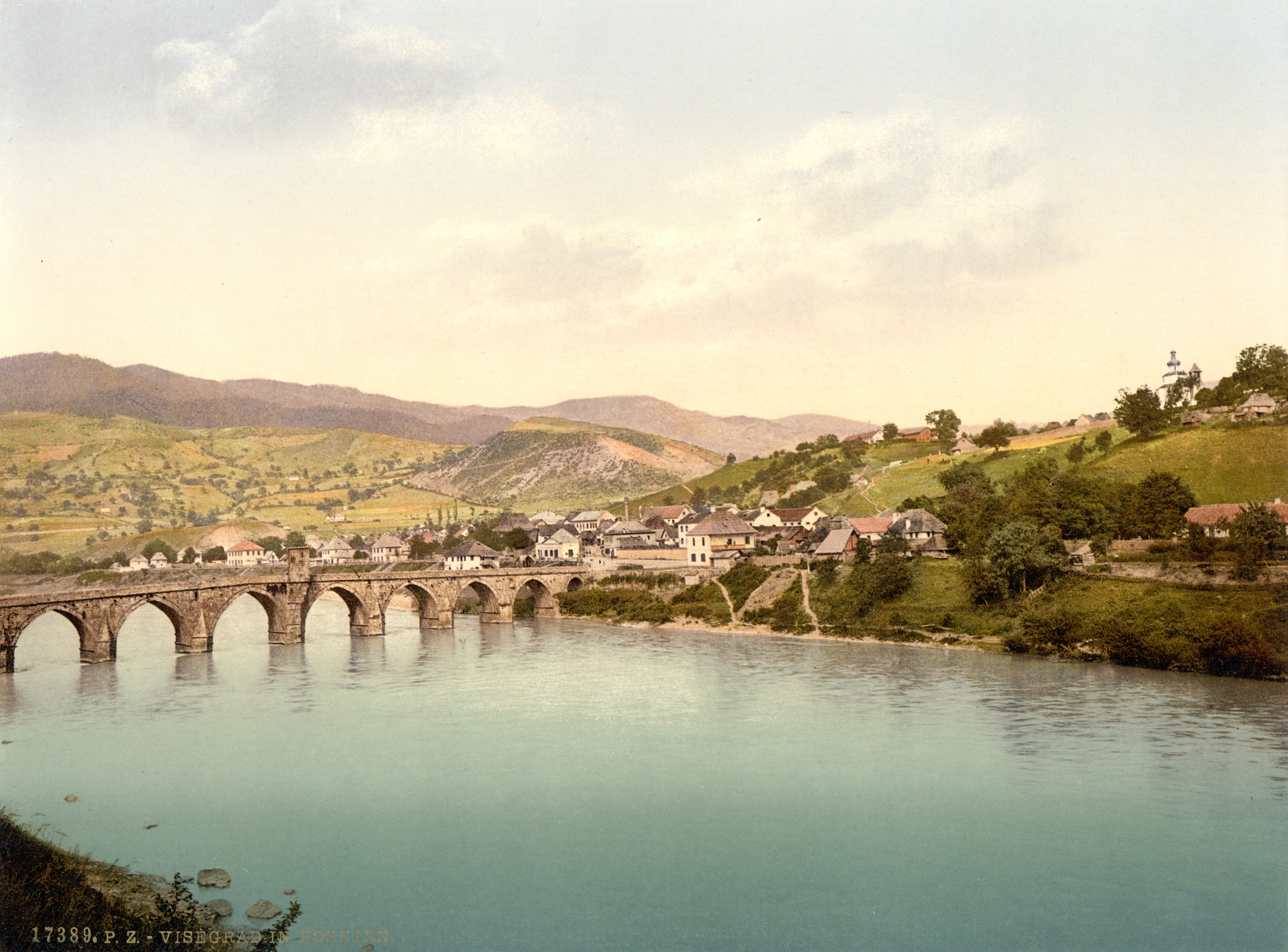
Drinabrücke um 1900

Die Mehmed-Paša-Sokolović-Brücke (serbokroatisch Мост Мехмед-паше Соколовића Most Mehmed-paše Sokolovića, türkisch Sokullu Mehmet Paşa Köprüsü) oder Drinabrücke in der Stadt Višegrad in Bosnien und Herzegowina wurde von 1571 bis 1577/78 erbaut. Seit 2007 steht sie auf der Liste des Weltkulturerbes der UNESCO.
Als Bauherr gilt der Janitscharen-Großwesir Sokollu Mehmed Pascha, der aus einem Dorf in der Nähe von Višegrad stammte und als Zehnjähriger in die Knabenlese kam. Er soll den Bau in Auftrag gegeben haben, um seiner Heimat einen Dienst zu erweisen. Auf der zentralen Stele der Brücke sind zwei Texttafeln angebracht, auf denen Ivo Andrićs Roman zufolge folgende Inschrift im osmanischen Türkisch zu lesen ist:
Siehe Mehmed Pascha, der größte unter
den Weisen und Großen seiner Zeit,
erfüllte das Gelöbnis seines Herzens,
und mit seiner Fürsorge und seinem Eifer
erbaute er eine Brücke über den Drinafluss.
Über diesem Wasser, tief und schnellen Laufes,
konnten seine Vorgänger nichts erbauen.
Ich erhoffe von der Gnade Gottes,
dass ihm dieser Bau fest sein möge,
dass ihm sein Leben im Glück verlaufe
und er niemals Trauer erfahre.
Denn zeit seines Lebens hat er Gold und
Silber für Stiftungen gespendet;
und niemand kann sagen,
dass ein Vermögen vergeudet,
das für solche Zwecke verwendet wurde.
Badi, der dies gesehen, sprach,
als der Bau vollendet, folgende Widmung:
Gott segne diesen Bau,
diese wunderbare und herrliche Brücke!
Die Planung der Brücke wird dem osmanischen Baumeister Sinan zugeschrieben. Das etwa 180 Meter lange Bauwerk, das zur Mitte hin leicht ansteigt, besteht aus zehn Pfeilern mit elf Spitzbögen. Gegen die Strömung sind die Pfeiler durch dreieckige Vorbauten mit pyramidenförmigen Aufsätzen verstärkt und mit je zwei Blendnischen verziert. Die heute für den Autoverkehr gesperrte Fahrbahn ist über sieben Meter breit. Die große Plattform auf dem Mittelpfeiler (Kapija) diente den Bewohnern der Stadt Višegrad über Jahrhunderte als Treffpunkt und den wechselnden Herrschern in der Stadt als Kontrollpunkt an der Straße von Sarajevo nach Serbien. 1914 wurden drei Bögen der Brücke über den grünen Fluss Drina durch die abziehende österreichisch-ungarische Besatzung zerstört. Schon zuvor war ein Sprengsatz angebracht worden. Im Jahre 1940 war die Brücke wieder rekonstruiert. Die Schäden des Zweiten Weltkrieges waren 1951 behoben. Heute bedroht der durch die Aufstauung des Flusses bei Peručac gestiegene Wasserstand die Bausubstanz.
Ivo Andrić, der 1961 für sein Gesamtwerk den Nobelpreis für Literatur erhielt, beschreibt die Geschichte der Brücke und der Stadt in seinem 1945 veröffentlichten Roman Die Brücke über die Drina. 